# La Uribe
La Uribe é um município da Colômbia, localizado no departamento de Meta.